# نارسیپاتنام
نارسیپاتنام (به انگلیسی: Narsipatnam) یک منطقهٔ مسکونی در هند است که در Narsipatnam mandal واقع شده‌است. نارسیپاتنام ۴۲٫۰۰ کیلومتر مربع مساحت و ۶۱٬۵۴۰ نفر جمعیت دارد و ۵۸ متر بالاتر از سطح دریا واقع شده‌است.